# Smeshariki. déjà vu
Modèle:Infobox Cinéma
Smeshariki. déjà vu (Смешарики. Дежавю, Smechariki. Dejaviou) est un film d'animation russe réalisé par Denis Tchernov, sorti en 2018.

## Fiche technique
- Titre original : Смешарики. Дежавю
- Titre français : Smeshariki. déjà vu, Kikoriki. déjà vu[1]
- Réalisation : Denis Tchernov
- Scénario : Denis Tchernov, Dmitri Yakovenko
- Musique : Marina Landa, Sergueï Vassiliev
- Pays d'origine : Russie
- Format : Couleurs - 35 mm - Mono
- Genre : comédie, film d'aventures
- Durée : 85 minutes
- Date de sortie : 2018

## Distribution

### Voix originales
- Mikhaïl Tcherniak : Kopatytch (Liousien)/Lossiach/Pin
- Sergueï Mardar : Kar-Karytch/Sovounia
- Svetlana Pismitchenko : Nioucha
- Vadim Botchanov : Barach
- Vladimir Postnikov : Yojik
- Anton Vinogradov : Kroch/Chork
- Pavel Derevianko : Krot 3630
- Andreï Chamine : Malo
- Sergueï Vassiliev : Mal
- Mikhaïl Khroustaliov : Chork
- Maxime Sergueïev : Krotoboss
- Elena Choulman : Albina
- Ksenia Brjezovskaïa : Sabina
- Oleg Koulikovitch : Impressario
- Vladimir Maslakov : Mandarine